# Февралёва, Дарья Александровна
Дарья Александровна Февралёва (до 2024 — Ерофеева; род. 7 сентября 2001, Липецк) — российская волейболистка, либеро. Мастер спорта России.

## Биография
Дарья Ерофеева начала заниматься волейболом в Липецке в 2008 году в группе подготовки волейбольного клуба «Индезит». Первый тренер — М. Д. Кутюкова.
В 2016—2024 выступала за команду «Липецк-Индезит» (с 2018 — ВК «Липецк»), с которой в 2020 году стала победителем чемпионата России среди команд высшей лиги «А». В 2024 заключила контракт с владивостокским «Динамо», а в 2025 перешла в команду «Динамо-Анапа».

### Клубная карьера
- 2016—2023 —  «Липецк-Индезит»/«Липецк» (Липецк) — высшая лига «А», суперлига;
- 2023 —  «Ленинградка» (Санкт-Петербург) — суперлига;
- 2023—2024 —  «Липецк» (Липецк) — высшая лига «А»;
- 2024—2025 —  «Динамо» (Владивосток) — высшая лига «А»;
- с 2025 —  «Динамо-Анапа» (Анапа) — высшая лига «А».

## Достижения
- победитель чемпионата России 2020 среди команд высшей лиги «А».